# Бовес
Бовес (итал. Boves) је насеље у Италији у округу Кунео, региону Пијемонт.
Према процени из 2011. у насељу је живело 7089 становника. Насеље се налази на надморској висини од 587 м.

## Становништво
| 1931. | 1936. | 1951. | 1961. | 1971. | 1981. | 1991. | 2001. | 2011. |
| ----- | ----- | ----- | ----- | ----- | ----- | ----- | ----- | ----- |
| 8.840 | 8.281 | 8.365 | 8.027 | 7.875 | 8.457 | 8.827 | 9.222 | 9.725 |